# Ernst-Zinna-Preis der Stadt Berlin
Der Ernst-Zinna-Preis der Stadt Berlin wurde am 8. Februar 1957 vom Magistrat von Groß-Berlin gestiftet und bis 1989 jährlich an junge Erfinder, Rationalisatoren und Künstler verliehen. Der Preis war mit einer Urkunde, einem Ehrenzeichen und einer Geldprämie verbunden.
Er ist benannt nach dem Schlosserlehrling Ernst Zinna, der als 17-Jähriger in den Barrikadenkämpfen der März-Revolution von 1848 in der Berliner Jägerstraße ums Leben kam. Nur mit dem alten Säbel seines Großvaters bewaffnet hatte er sich gegen ein Bataillon preußischer Soldaten gestellt, wurde schwer verwundet und starb am Folgetag in der Charité. Sein Grab befindet sich auf dem Friedhof der Märzgefallenen im Volkspark Friedrichshain.

## Träger des Preises (Auswahl)
- 1958: Günter Kochan
- 1959: Claus Küchenmeister
- 1962: Horst Pechmann
- 1963: Siegfried Matthus, Günter Engelmann
- 1964: Horst Fliegel
- 1965: Nuria Quevedo
- 1966: Manfred Schubert
- 1967: Gerhard Tittel
- 1970: Peter Ensikat, Helmut Kuntzsch[2][1]
- 1973: Renate Feyl
- 1974: Jenny Gröllmann
- 1975: Marguerite Blume-Cárdenas
- 1977: Swetlana Schönfeld
- 1979: Peter Zapke
- 1982: Holger Norbert Rötzel
- Hannelore Bey
- Monica Bielenstein
- Roland Gawlik
- Monika Hauff & Klaus-Dieter Henkler
- Jutta Hoffmann
- Dieter Mann